# Maze Runner (trilogía de películas)
Maze Runner es una trilogías de películas de ciencia ficción, acción y aventura, basadas en la saga de novelas The Maze Runner, del autor estadounidense James Dashner. Fueron producidas por Ellen Goldsmith-Vein y distribuidas por 20th Century Fox, y protagonizadas por Dylan O'Brien, Kaya Scodelario, Thomas Brodie-Sangster, Ki Hong Lee, Dexter Darden, Alexander Flores, Will Poulter y Patricia Clarkson. Wes Ball dirigió las tres películas.
La primera película, The Maze Runner, fue estrenada el 19 de septiembre de 2014 y fue un éxito en taquilla, ganando más de $348 millones de dólares a nivel mundial. La segunda película, Maze Runner: The Scorch Trials, fue estrenada el 18 de septiembre de 2015, y fue también un éxito, ganando más de $312 millones de dólares a nivel mundial. La trilogía concluyó con la tercera película, Maze Runner: The Death Cure, que fue estrenada el 26 de enero de 2018.

## Películas

### The Maze Runner(2014)
Thomas y sus amigos no tienen recuerdos del mundo exterior, más que sueños acerca de una organización conocida como C.R.U.E.L. Solo uniendo los fragmentos de su pasado, junto a las pistas que descubre en el laberinto, Thomas puede descubrir su propósito y una manera de escapar.
El desarrollo de la película comenzó en enero de 2011, cuando Fox compró los derechos de la novela de Dashner The Maze Runner. El rodaje comenzó en Baton Rouge, Luisiana en mayo de 2013 y terminó en julio. Fue estrenada el 19 de septiembre de 2014.

### Maze Runner: The Scorch(2015)
La película presenta a Thomas y sus compañeros restantes, mientras buscan pistas acerca de la organización conocida como C.R.U.E.L. Su viaje los lleva al Desierto, un solitario paisaje lleno de obstáculos. Haciendo equipo con la resistencia, los habitantes del Área deben vencer a las fuerzas de C.R.U.E.L. y descubrir su planes.
El rodaje comenzó en Albuquerque, Nuevo México, en octubre de 2014 y terminó en enero de 2015. Fue estrenada el 18 de septiembre de 2015.

### Maze Runner: The Death Cure(2018)
En marzo de 2015, T.S. Nowlin, quien coescribió la primera película y escribió la segunda, fue contratado para escribir Maze Runner: The Death Cure, basada en la novela The Death Cure. En septiembre de 2015, Ball fue contratado para dirigir la película. Ball dijo que la película no se dividiría en dos partes. El rodaje comenzó en Ciudad del Cabo, Sudáfrica en marzo de 2017. El 24 de septiembre de 2017 fue lanzado el tráiler oficial de la película y se estrenó el día 26 de enero de 2018.

## Reparto
| Personaje    | Películas              | Películas                      | Películas                   |
| Personaje    | The Maze Runner        | Maze Runner: The Scorch Trials | Maze Runner: The Death Cure |
| ------------ | ---------------------- | ------------------------------ | --------------------------- |
| Thomas       | Dylan O'Brien          | Dylan O'Brien                  | Dylan O'Brien               |
| Teresa Agnes | Kaya Scodelario        | Kaya Scodelario                | Kaya Scodelario             |
| Newt         | Thomas Brodie-Sangster | Thomas Brodie-Sangster         | Thomas Brodie-Sangster      |
| Minho        | Ki Hong Lee            | Ki Hong Lee                    | Ki Hong Lee                 |
| Frypan       | Dexter Darden          | Dexter Darden                  | Dexter Darden               |
| Ava Paige    | Patricia Clarkson      | Patricia Clarkson              | Patricia Clarkson           |
| Winston      | Alexander Flores       | Alexander Flores               |                             |
| Jack         | Bryce Romero           | Bryce Romero                   |                             |
| Alby         | Aml Ameen              |                                |                             |
| Gally        | Will Poulter           |                                | Will Poulter                |
| Chuck        | Blake Cooper           |                                |                             |
| Zart         | Joe Adler              |                                |                             |
| Ben          | Chris Sheffield        |                                |                             |
| Clint        | Randall D. Cunningham  |                                |                             |
| Brenda       |                        | Rosa Salazar                   | Rosa Salazar                |
| Aris Jones   |                        | Jacob Lofland                  | Jacob Lofland               |
| Jorge        |                        | Giancarlo Esposito             | Giancarlo Esposito          |
| Janson       |                        | Aidan Gillen                   | Aidan Gillen                |
| Vince        |                        | Barry Pepper                   | Barry Pepper                |
| Harriet      |                        | Nathalie Emmanuel              | Nathalie Emmanuel           |
| Sonya        |                        | Katherine McNamara             | Katherine McNamara          |
| Mary Cooper  |                        | Lili Taylor                    |                             |
| Marcus       |                        | Alan Tudyk                     |                             |

## Equipo de producción
| Puesto                 | Película                                                   | Película                                                   | Película                                       |
| Puesto                 | The Maze Runner                                            | Maze Runner: The Scorch Trials                             | Maze Runner: The Death Cure                    |
| ---------------------- | ---------------------------------------------------------- | ---------------------------------------------------------- | ---------------------------------------------- |
| Director               | Wes Ball                                                   | Wes Ball                                                   | Wes Ball                                       |
| Productores            | Ellen Goldsmith-Vein Wyck Godfrey Marty Bowen Lee Stollman | Ellen Goldsmith-Vein Wyck Godfrey Marty Bowen Lee Stollman | Ellen Goldsmith-Vein Wyck Godfrey Lee Stollman |
| Escritores             | Noah Oppenheim Grant Pierce Myers T.S. Nowlin              | T.S. Nowlin                                                | T.S. Nowlin                                    |
| Compositor             | John Paesano                                               | John Paesano                                               | John Paesano                                   |
| Director de fotografía | Enrique Chediak                                            | Gyula Pados                                                | Gyula Pados                                    |
| Editor                 | Dan Zimmerman                                              | Dan Zimmerman                                              | Dan Zimmerman                                  |

## Recepción

### Taquilla
| Película                       | Estreno                  | Recaudación  | Recaudación   | Recaudación  | Puesto | Puesto  | Presupuesto | Ref(s) |
| Película                       | Estreno                  | USA          | Internacional | Mundial      | USA    | Mundial | Presupuesto | Ref(s) |
| ------------------------------ | ------------------------ | ------------ | ------------- | ------------ | ------ | ------- | ----------- | ------ |
| The Maze Runner                | 19 de septiembre de 2014 | $102,427,862 | $245,891,999  | $348,319,861 | 627    | 319     | $34 000 000 | [ 13 ] |
| Maze Runner: The Scorch Trials | 18 de septiembre de 2015 | $81,697,192  | $230,627,911  | $312,325,103 | 858    | 376     | $61 000 000 | [ 14 ] |
| Total                          | Total                    | $184 125 054 | $476 519 910  | $660 644 964 |        |         | $95 000 000 | [ 15 ] |

### Crítica
| Película                       | Rotten Tomatoes   | Rotten Tomatoes      | Rotten Tomatoes    | Metacritic      | CinemaScore | IMDb                | FilmAffinity       |
| Película                       | Críticos          | Críticos importantes | Audiencia          | Metacritic      | CinemaScore | IMDb                | FilmAffinity       |
| ------------------------------ | ----------------- | -------------------- | ------------------ | --------------- | ----------- | ------------------- | ------------------ |
| The Maze Runner                | 65% (174 reseñas) | 59% (51 reseñas)     | 68% (94 171 votos) | 57 (34 reseñas) | A-          | 6.8 (469 296 votos) | 5.9 (33 014 votos) |
| Maze Runner: The Scorch Trials | 48% (155 reseñas) | 39% (38 reseñas)     | 54% (62 094 votos) | 43 (29 reseñas) | B+          | 6.3 (252 670 votos) | 5.2 (18 557 votos) |
| Maze Runner: The Death Cure    | 43% (173 reseñas) | 38% (50 reseñas)     | 58% (16 862 votos) | 50 (38 reseñas) | B+          | 6.2 (142 033 votos) | 5.2 (7 527 votos)  |
| Promedio                       | 51%               | 43%                  | 60%                | 50              | B+          | 6.5                 | 5.4                |